# Landerd
Landerd és un municipi de la província del Brabant del Nord, al sud dels Països Baixos. L'1 de gener del 2009 tenia 14.842 habitants repartits sobre una superfície de 70,68 km² (dels quals 0,31 km² corresponen a aigua). Limita al nord amb Oss i Grave, a l'oest amb Bernheze i al sud amb Uden i Mill en Sint Hubert.

## Centres de població
- Reek
- Schaijk
- Zeeland

## Ajuntament
- Reekse Politieke Partij, 4 regidors
- Democraten Schaijk '97, 3 regidors
- Progressief Landerd, 3 regidors
- Zeelands Welzijn, 2 regidors
- CDA 1 regidor
- VVD 1 regidor